# Koholm (Brändö, Åland)
Koholm är en del av Korsö i Åland (Finland). Den ligger i den östra delen av landskapet, 70 km nordost om huvudstaden Mariehamn.